# Kodjoani-Léoura
Ne doit pas être confondu avec Kodjoani-Kankalsi.
Kodjoani-Léoura est une commune rurale située dans le département de Bogandé de la province de la Gnagna dans la région de l'Est au Burkina Faso.

## Géographie
Kodjoani-Léoura se trouve à 10 km au sud-ouest de Léoura.

## Santé et éducation
Le centre de soins le plus proche de Kodjoani-Léoura est le centre de santé et de promotion sociale (CSPS) de Léoura.